# Carmen Machi

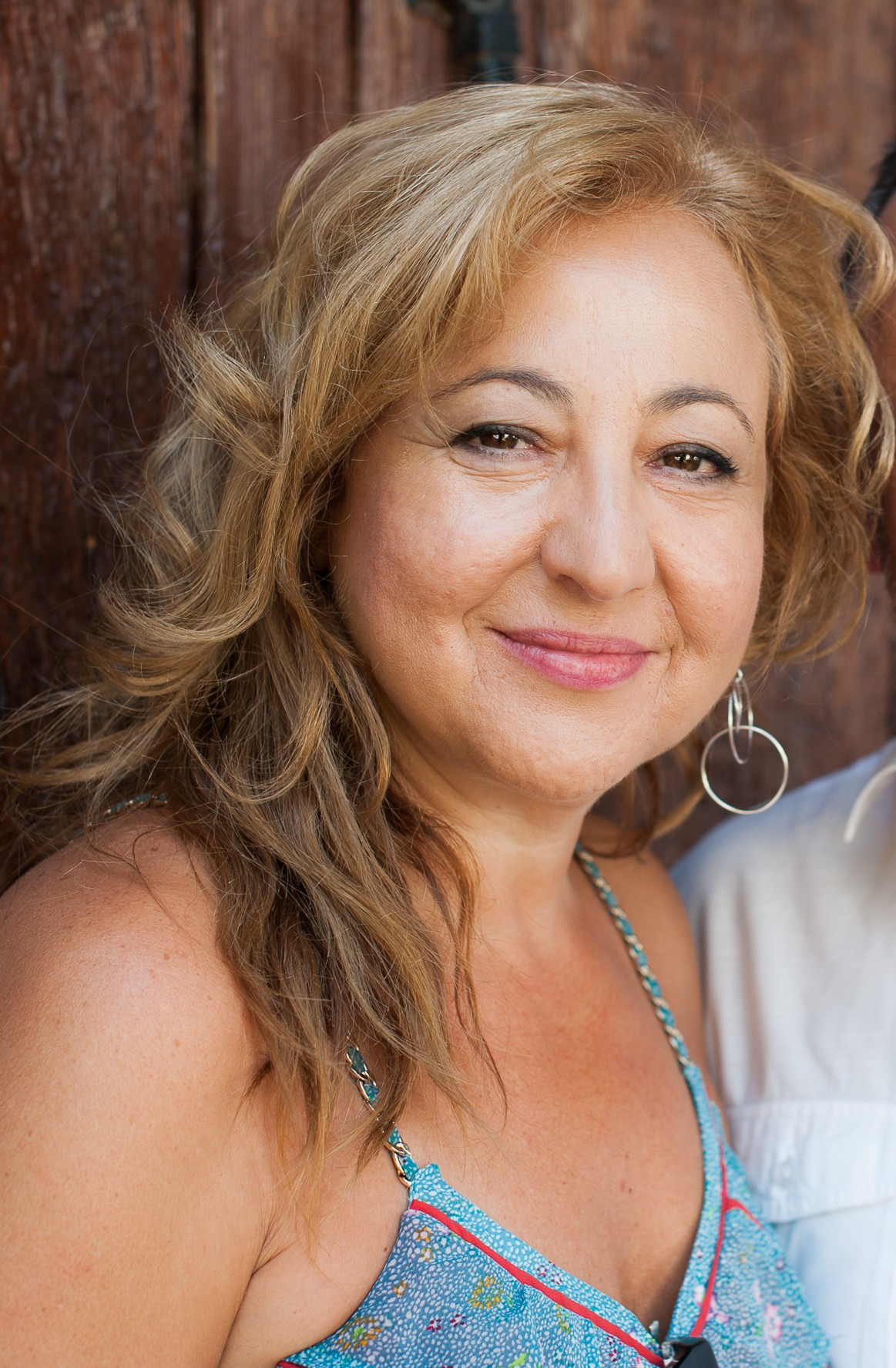
Carmen Machi (2014)

Carmen Machi (* 7. Januar 1963 in Madrid) ist eine spanische Schauspielerin.
Neben Theaterauftritten (7 vidas, Aida) war sie Darstellerin in Filmen wie  Sprich mit ihr (2002), Descongélate (2003) oder Volver – Zurückkehren (2006).
Für ihre Rolle in 8 Namen für die Liebe wurde sie 2015 mit dem spanischen Filmpreis Goya als Beste Nebendarstellerin ausgezeichnet.

## Filmografie (Auswahl)
- 1998: Lisa
- 1999: Shacky Carmine
- 2000: Para pegarse un tiro
- 2001: Sin vergüenza
- 2002: Sprich mit ihr (Hable con ella)
- 2002: El caballero Don Quijote
- 2003: Die Torremolinos Homevideos (Torremolinos 73)
- 2003: Descongélate
- 2004: Escuela de seducción
- 2005: Vida y color
- 2005: El sueño de una noche de San Juan
- 2005: Un rey en la Habana
- 2006: Lo que sé de Lola
- 2006: Volver – Zurückkehren (Volver)
- 2007: Lo mejor de mí
- 2009: La mujer sin piano
- 2009: Zerrissene Umarmungen (Los abrazos rotos)
- 2010: Pájaros de papel
- 2010: Que se mueran los feos
- 2013: Fliegende Liebende (Los amantes pasajeros)
- 2013: La Estrella
- 2014: Kamikaze
- 2014: 8 Namen für die Liebe (Ocho apellidos vascos)
- 2015: Ab nach Deutschland  (Perdiendo el Norte)
- 2015: Murieron por encima de sus posibilidades
- 2015: My Big Night (Mi Gran Noche)
- 2017: El bar
- 2022: Piggy (Cerdita)
- 2022: Rainbow